# Prendre l'air
Albums de Shy'm
Reflets
(2008) Caméléon
(2012)
Singles
1. Je sais
Sortie : 29 mars 2010
2. Je suis moi
Sortie : 19 août 2010
3. Prendre l'air
Sortie : 10 décembre 2010
4. Tourne
Sortie : 15 juillet 2011
5. En apesanteur
Sortie : 14 novembre 2011

Prendre l'air est le troisième album studio de la chanteuse française Shy'm. Afin de promouvoir l'album, Shy'm effectue des performances de ses chansons dans un certain nombre de shows télévisés et lance sa première tournée Shimi Tour en décembre 2011 à travers la France, la Belgique et la Suisse.

## Composition et ventes
Le premier single s'intitule Je sais, le deuxième Je suis moi, le troisième Prendre l'air et le quatrième Tourne. L'album est entré directement à la 6e place des ventes d'albums en France. Prendre l'air existe aussi en version collector qui comprend un DVD. Il s'est déjà écoulé à plus de 50 000 exemplaires au début de septembre en 2010. L'album est réédité le 14 novembre 2011 incluant la reprise de Calogero En apesanteur. L'album est certifié en 2011 triple disque de platine.
L'album s'est, à ce jour, vendu à plus de 350 000 exemplaires donnant à Shy'm l'un de ses plus gros succès.

## Liste des titres
| 1.  | Je sais                       | Cyril Kamar, Louis Côté                | 2:39 |
| 2.  | Prendre l'air                 | Cyril Kamar, Louis Coté                | 3:34 |
| 3.  | Je suis moi                   | Cyril Kamar, Louis Coté                | 3:22 |
| 4.  | Tourne                        | Cyril Kamar, Louis Coté                | 3:21 |
| 5.  | Ne pars pas                   | Cyril Kamar, Louis Côté                | 3:49 |
| 6.  | J'entends encore les mots     | Cyril Kamar, Louis Côté                | 3:32 |
| 7.  | En apesanteur (Tout est beau) | Cyril Kamar, Louis Coté                | 3:50 |
| 8.  | Mauvaises nouvelles           | Cyril Kamar, Louis Côté                | 3:47 |
| 9.  | Déjà vu                       | Cyril Kamar, Louis Côté                | 3:05 |
| 10. | Elle danse                    | Cyril Kamar, Louis Côté, Tamara Marthe | 3:46 |
| 11. | Loin derrière                 | Cyril Kamar, Louis Côté                | 3:31 |
| 12. | Petit Tom                     | Cyril Kamar, Louis Coté                | 3:58 |

| 13. | Tout va bien (Bonus Tracks)                 | Cyril Kamar, Louis Côté               | 3:36 |
| 14. | Et si pour une fois (Bonus Tracks)          | Cyril Kamar, Louis Coté               | 4:11 |
| 15. | Je sais (Jeremy Hills Remix)                | Cyril Kamar, Louis Coté, Jeremy Hills | 2:36 |
| 16. | Je suis moi (Jeremy Hills Remix)            | Cyril Kamar, Louis Coté, Jeremy Hills | 2:58 |
| 17. | L'intégrale des clips                       |                                       |      |
| 18. | Shy'm Côté Off (30 min Inédites Avec Shy'm) |                                       |      |

| 13. | Prendre l'air (Acoustic Version) (Bonus Tracks)         | Cyril Kamar, Louis Côté                                         | 3:12 |
| 14. | Je sais (Acoustic Version)                              | Cyril Kamar, Louis Coté                                         | 2:39 |
| 15. | Femme de couleur (Acoustic Version)                     | Cyril Kamar, Louis Coté                                         | 2:55 |
| 16. | Tourne (Acoustic Version)                               | Cyril Kamar, Louis Coté                                         | 3:08 |
| 17. | En apesanteur                                           | Louis Coté, Filippi Alana, Calogero Maurici, Gioacchino Maurici | 3:31 |
| 18. | L'Interview Vérité                                      |                                                                 |      |
| 19. | Making Of Studio                                        |                                                                 |      |
| 20. | Les Clips (Je Sais, Prendre L'air, Je Suis Moi, Tourne) |                                                                 |      |
| 21. | Galerie Photos Inédite                                  |                                                                 |      |

## Certification
| Région                                                                                                 | Certification | Ventes/Streams |
| --- | ------------- | -------------- |
| France (SNEP)                                                                                          | 3 × Platine   | 350 000*       |
| *Ventes selon la certification ^Mise en rayon selon la certification xNon précisé par la certification |               |                |